# Patricia Marx
Patricia Marques de Azevedo, mais conhecida como Patricia Marx (São Paulo, 28 de junho de 1974), é uma cantora, compositora e musicista brasileira. 

## Biografia e carreira
Em 1983, ficou nacionalmente conhecida através do programa Clube da Criança, exibido pela Rede Manchete e apresentado por Xuxa. Patricia gravou o álbum homônimo do programa ao lado de seu futuro companheiro de grupo, Luciano Nassyn. Em 1984, o produtor musical Michael Sullivan fundou o grupo infantil Trem da Alegria, no qual Patricia permaneceu até 1987, ano em que iniciou sua carreira solo.
Em 1994, a cantora mudou seu nome artístico para Patricia Marx (sendo “Marx” uma referência ao seu segundo nome verdadeiro, Marques) e retornou ao cenário musical com um estilo totalmente pop e dançante, buscando mudar a imagem infantil que o público havia construído ao longo de sua carreira.
Em 1999, mudou-se para a Inglaterra com seu então marido, Bruno E., e converteu-se ao budismo, além de tornar-se vegetariana. Com Bruno, teve seu primeiro filho, Arthur, nascido no ano de 2000. Nesse mesmo ano, participou do álbum Rating Patterns, do grupo de música eletrônica Dollis Hill, cantando a canção “Unique”, cuja letra foi escrita em português por ela em parceria com os produtores Dego e Marc Mac.
Em 2001, assinou contrato com a gravadora Trama e lançou o álbum Respirar, voltado para o estilo eletrônico, Broken Beats e Soul. O trabalho foi produzido por Bruno E., Mad Zoo e o grupo 4Hero, que contribuiu nas faixas “Submerso” e “Dona Música”. O álbum foi totalmente influenciado pela cena musical inglesa.
Em 2004, lançou o álbum Patricia Marx, produzido e composto por ela mesma, em parceria com os mesmos produtores anteriores. A cantora realizou uma turnê pela Europa, apresentando um repertório composto pelos dois álbuns. A turnê foi bem-sucedida e recebeu críticas positivas de revistas especializadas, como a  DJ MAG, que a comparou a cantoras de soul norte-americanas como Jill Scott e Erykah Badu. A faixa “Burning Luv”, de Nu Soul, foi tocada em rádios pop francesas, especialmente na Radio Nova 101.5 FM de Paris, e também se tornou um ringtone popular no país. Este álbum foi lançado no Brasil seis meses após sua estreia no exterior, com o mesmo título e uma faixa adicional: “Dias de Sol”, composta em parceria com o cantor e produtor brasileiro Silvera.
Após o término de seu contrato com a gravadora Trama, em 2010, a cantora retornou com seu ex-marido, Bruno E., para lançar o álbum Patricia Marx & Bruno E., que apresenta clássicos da MPB e da Bossa Nova. O álbum foi comercializado pelo selo URUBU JAZZ e pela distribuidora Tratore.
Em 2013, Patricia assinou contrato com a gravadora indie carioca LAB 344 e lançou sua terceira coletânea, Trinta, que contou com as participações de Seu Jorge e Ed Motta. Nesse mesmo ano, lançou o primeiro DVD de sua carreira, Trinta Ao Vivo.
Em julho de 2014, anunciou seu novo EP, Te Cuida Meu Bem - Sextape, Pt. 1.
Entre 2016 e 2017, Patricia regravou duas canções de Caetano Veloso: “Tigresa”, em 2016, e “Tapete Mágico”, em 2017. Ambos os singles foram projetos paralelos da cantora até o anúncio de seu décimo terceiro álbum de estúdio Nova, precedido pelo single intitulado “You Showed Me How”.
Em 2021, a artista lançou o álbum em inglês de pós-punk Phantasy Machine, gravado seis anos antes e produzido por seu ex-marido, Bruno E.
Em 2023, Patricia Marx apresentou o disco MARXWADO, em parceria com o cantor e produtor Wado. O álbum traz releituras instrumentais de músicas populares brasileiras, enriquecidas pelos vocais da cantora.
Em janeiro de 2025, Patricia Marx anunciou o lançamento de uma série de três extended plays (EPs) com as melhores músicas de sua carreira, como um aquecimento para os fãs antes de seu novo disco, previsto para sair ainda em 2025. O primeiro EP da série, intitulado Se Chove Lá Fora, reúne alguns de seus maiores sucessos em versões remasterizadas.

### 1974–1982: Infância e primeiras aparições na televisão
Patricia Marques de Azevedo nasceu na cidade de São Paulo em 28 de junho de 1974. A cantora conta que teve bastante influência musical desde pequena, pois sua mãe era professora de balé clássico e ouvia bastante músicas clássicas para compor suas aulas, e consequentemente isto a estimulava a fazer as suas próprias coreografias em suas primeiras apresentações na televisão. Com apenas cinco anos de idade, a cantora pediu para que seus pais a levassem ao Programa do Chacrinha para cantar, onde acabou encantando o animador, que passou a convidá-la frequentemente para fazer parte de seu programa. Lá ela cantava músicas de Gal Costa, Guilherme Arantes, entre outros artistas que ela ouvia em sua casa por influência de seus pais desde cedo.

### 1983–1987: Festival Internacional da Criança,Clube da Criançae Trem da Alegria
Em 1983, Patricia, creditada como Patricia Marques, participou do concurso  1º Festival Internacional da Criança, exibido pela TVS (hoje atual SBT) e apresentado por Silvio Santos. O vencedor do concurso gravaria uma faixa no disco do festival. A gravadora RCA Records (hoje atual Sony Music), ouviu Patricia e gostou de sua voz e a escolheu junto com outro cantor que também participou do festival, o Luciano Nassyn, creditado como Luciano Di Franco para gravar o disco do programa Clube da Criança, exibido pela Rede Manchete, o álbum foi gravado no mesmo ano e lançado em 1984, contando com a participação de diversos outros artistas, como Xuxa, Sérgio Mallandro, Pelé, Absyntho, Robertinho de Recife, Carequinha entre outros. Em 1985, o produtor musical Michael Sullivan convidou Juninho Bill para ingressar no grupo, formando assim o trio Trem da Alegria, que no mesmo ano lançou o álbum Trem da Alegria do Clube da Criança, álbum este dono dos sucessos "Dona Felicidade" com participação de Lucinha Lins, "Uni-Dui-Tê" com participação de Fevers e "Coqui" com colaboração do extinto grupo portorriquenho Menudo, além destes artistas, o álbum contou com as participações especiais de Xuxa, Gal Costa e do jogador de futebol Pelé.
Em 1986, Vanessa integrou o grupo infantil ao lado de Patricia Marx, Luciano Nassyn e Juninho Bill. O álbum homônimo lançado no mesmo ano, obteve grande êxito com as canções "He-Man", "Zeppelin", "A Patinha da Vovó" e "Fera Neném", neste álbum o grupo contou com colaboração de Roupa Nova, Joe, Evandro Mesquita, Xuxa e Sylvinho Blau Blau. Em 1987 é lançado o quarto álbum de estúdio do Trem da Alegria, sendo este, o último álbum do grupo com a participação de Patricia, neste ano, a cantora amazonense Fabíola Braga entrou para o grupo, no álbum deste ano as canções de destaques foram "Piuí Abacaxi", "Thundercats","A Orquestra dos Bichos" e "A Dança do Canguru". No álbum Patricia deu voz solo à canção "Abra a Boca e Feche os Olhos", que inclusive fez parte de seu primeiro álbum solo do mesmo ano, Paty. Esta não foi  única canção cantada por Patricia no álbum; ela deu voz também às canções "Seu Porquinho", com Juninho, Luciano e Vanessa, e ainda cantou com Luciano a faixa "Pássaro Azul". Este álbum teria sido o mais bem sucedido do grupo até então com Patricia, com mais de 850 mil cópias vendidas.

### 1987–1992:Paty,Patricia,IncertezaseNeoclássico
Após quase três anos como integrante do grupo Trem da Alegria, Patricia Marx (que na época ainda era conhecida apenas como Patricia), deu início a sua carreira solo. Durante três anos, ela manteve seu contrato com a gravadora RCA Records (hoje atual Sony Music), mas após lançar três álbuns com a gravadora, a cantora se sentiu desconfortável, por ter que ainda seguir um “molde” para poder continuar vendendo suas músicas, ainda que estivesse em busca de seu próprio estilo musical. 
Em 1987, a cantora lançou seu primeiro álbum solo Paty pela gravadora RCA, o álbum vendeu 450 mil cópias, Patricia na época estourou nas rádios devido as suas músicas marcarem presença constante em telenovelas da Rede Globo. Em 1988, a cantora lançou seu segundo álbum Patricia, neste álbum, a canção “Certo ou Errado” foi o primeiro single a ser trabalhado para divulgação do álbum, que também obteve um êxito em suas vendagens, várias outras canções como “Doçura”, “Cedo Demais” e “É Tempo de Amar” fizeram sucesso entre os jovens da época. Inclusive, a canção “É Tempo de Amar” entrou para a lista da canção para ser regravada para seu novo EP de 2015, porém os fãs escolheram “Miragem, Viagem”. Em 1990, após dois anos de seu segundo álbum, Patricia volta com um álbum de inéditas Incertezas, que também foi dono de grandes sucessos da cantora, que marcam épocas até hoje. Neste álbum, Patricia contou com a colaboração de Humberto Gessinger, dos Engenheiros do Hawaii, na música "Onde Menos Se Espera" e de seu amigo Ed Motta na canção “Um Ano Eu Sei” dele mesmo com o Bombom. Deste álbum "Sonho de Amor" foi a canção de maior sucesso, e foi regravada para sua terceira coletânea Trinta, de 2013; Ainda em 2012 foi regravada pela dupla sertaneja Zezé Di Camargo e Luciano (Os dois são da gravadora Sony Music, detentora dos direitos autorais da canção). Este foi seu último álbum com a gravadora Sony BMG, que no ano seguinte, 1991, lançou sua primeira coletânea As Melhores de Patricia, onde reuniu os maiores sucessos de Patricia que leva o selo da gravadora.
Em 1992, Patrícia lança seu quarto álbum de estúdio Neoclássico pela gravadora Camerati, onde foi um projeto especial e paralelo a sua carreira com o produtor Mamoru Oshima, onde regravações dos clássicos de MPB estavam presentes no álbum, com músicas de Oswaldinho da Cuíca, Tom Jobim, José Maria de Abreu, Luiz Peixoto, Sônia Rosa, Pixinguinha, Garoto, entre outros. O álbum foi produzido exclusivamente para o Japão. Inclusive, foi o trabalho responsável por tornar Patricia Marx até hoje uma das cantoras mais conhecidas do país por sua voz doce. Este álbum é o mais raro de sua carreira, os colecionadores desembolsam até R$ 750,00 para tê-lo em sua coleção.
Em 1992, fez um trabalho paralelo com a gravadora Camerati através do álbum Neoclássico, que foi lançado com exclusividade no Japão, após o envolvimento com este trabalho, a cantora ficou dois anos trabalhando em seu novo álbum Ficar com Você de 1994, que contou com produção de Tuta Aquino e Nelson Motta em Nova Iorque, e teve direção de imagem da atriz e modelo Betty Lago que faleceu em 13 de setembro de 2015, vítima de câncer.

### 1993–2001: Novo repertório,Ficar com Você,Quero Maise pausa na carreira
Em 1993, Patricia assinou com o selo Lux Music do produtor musical Nelson Motta, para trabalharem um estilo mais livre que a cantora estava buscando, onde poderia ter maior flexibilidade em escolher seu repertório. A modelo e atriz Betty Lago, foi a responsável pela direção de arte e imagem de Patricia, que inclusive, mudou seu nome artístico para “Patricia Marx” (Marx é uma referência ao seu segundo sobrenome ‘Marques’). O álbum que marcou a "nova era" de Patricia Marx recebeu o nome de Ficar com Você. A faixa título é uma adaptação de Nelson Motta da canção "I Wanna Be Where You Are", do cantor estadunidense Michael Jackson, a segunda canção, "Quando Chove" - adaptação de "Quanno chiove" do cantor italiano Pino Daniele feita por Nelson Motta - foi destaque ao fazer parte da trilha sonora da telenovela A Viagem (1994) (1994) da Rede Globo. A visibilidade que Patricia Marx obteve com seu novo repertório, fez com que o compositor Dalto lhe desse a canção Espelhos D’água, para a trilha sonora da telenovela adolescente Malhação de 1995. O sucesso alcançado fez com que a gravadora lançasse uma nova edição do álbum Ficar com Você, incluindo a canção. Esta música é o grande carro-chefe na carreira de Patricia Marx até hoje.[carece de fontes?] Inclusive, ela foi regravada para sua coletânea de 2013 ao lado de Seu Jorge, e ficou entre as mais tocadas de 2012. No Japão, foi lançada em um compacto de 7 polegadas.
Em 1995, a cantora já anunciou seu quinto álbum de estúdio Quero Mais, com o sucesso "Sei Que Você Não Vai". Neste álbum, a canção "Espelhos D’água" entrou como faixa bônus apenas na edição em CD (não foi gravada em vinil e K7). Em 1997, é lançado o sétimo álbum da cantora, "Charme do Mundo", onde deu uma pausa para estudar um novo estilo em suas músicas. Vendo o álbum como um meio de se fazer o teste, ela e Nelson Motta regravaram canções de Marina Lima ("Charme do Mundo"), Herbert Vianna ("Me Liga"), Lulu Santos ("O Último Romântico") e Titãs ("Go Back"), entre outras. O álbum foi produzido por Max de Castro e João Marcello Bôscoli.
Como Patricia Marx havia assumido um estilo eletrônico com seus dois últimos álbuns Ficar com Você e Quero Mais e com ambos obtendo um grande êxito em sua nova fase, ela viu a oportunidade de realizar um novo estilo musical, unindo a MPB com a música eletrônica. Entretanto, o público e a crítica não aceitaram o novo repertório da cantora, fazendo com que as vendagens do disco não atingissem o esperado pela gravadora e, como consequência, Patricia acabou não renovando seu contrato com a LUX. No ano seguinte, em 1999, a gravadora Universal Music lançou a segunda coletânea da carreira de Patricia Marx, na série “Millennium” da gravadora, onde no catálogo desta série continha apenas artistas que marcaram uma era com suas músicas.
Após quase vinte anos seguindo na carreira artística, Patricia se viu em um momento em que gostaria de sair um pouco dos holofotes e dar mais atenção à sua vida pessoal. Neste período, a cantora casou-se e teve seu primeiro filho, Arthur, nascido em 1999, e também se converteu ao budismo Kadampa e adotou a alimentação vegetariana. Neste período, a cantora passou uma temporada em Londres com seu então marido, Bruno E., onde o mesmo frequentava os clubes da cena de nu soul e broken beats, ao lado dos produtores Dego, Marc Mac, Kaidi Tatham e o pessoal do grupo Bugz in the Attic, nas noites do Plastic People e outros da cena do broken beats.[carece de fontes?]

### 2002–2010: Retorno e carreira internacional
Em 2002, seu oitavo álbum de estúdio Respirar é lançado pela gravadora Trama, que trouxe a parceria de Patricia Marx com o grupo inglês 4 Hero na canção “Submerso”. Neste álbum, Patricia traz a canção “Chegou”, especialmente para seu filho, Logo depois, vem a faixa-título do álbum, onde ela faz um desabafo sobre sua pausa na carreira. O álbum inteiro foi composto por Patricia Marx. A cantora traz um estilo de experimento musical trabalhando diversos gêneros musicais, dentre eles o Dream Pop, o Soul, a mescla de música eletrônica com MPB e um estilo bem alternativo, bastante diferente do que os brasileiras estavam acostumados a ver no dia-a-dia na televisão. Em alguns blogs especializados em soul music, Patricia Marx é citada como a embaixadora do Soul no Brasil. As canções de maiores destaques do álbum foram “Demais Pra Esquecer”, e “Despertar”, sendo esta última, a escolhida para entrar em sua coletânea de 2013. Em 2004, Patricia lança seu nono álbum de estúdio Patricia Marx na Europa (intitulado como Nu Soul ou Lazy Soul em alguns países). A artista percorreu o continente em turnês durante um ano. Seis meses depois do lançamento na Europa, foi lançado no Brasil em 2005, incluindo a canção Lá No Mar e uma nova versão da canção "Dias de Sol", em que o rap é cantado em português. Em 2010, faz parceria com seu ex-marido em seu décimo álbum, Patricia Marx & Bruno E.. No álbum, ela traz regravações de clássicos da MPB e Bossa nova.

### 2011–2015:Trintae projetos paralelos
Em 2011, Patricia grava “Gato & Sapato”, em parceria com seu amigo Sérgio Sá. A canção faz alusão ao ocorrido com o cãozinho da raça Yorkshire que foi morto a pancadas por sua dona, em Goiânia.. Em 2012, a cantora assina o contrato com a gravadora LAB 344 e dá início a produção de sua coletânea Trinta em comemoração aos trinta anos de carreira. Em dezembro de 2012, faz o lançamento inédito da canção “Tudo o que Eu Quero” no iTunes em parceria com o músico Ed Motta e, em fevereiro de 2013, lança o segundo single para promoção do álbum, “Espelhos D’água”, que contou com a parceria de Seu Jorge. No álbum, a cantora também trouxe outra canção inédita “Cedo ou Tarde”, parceria com Filiph Neo. Trinta figurou entre os álbuns mais vendidos do iTunes entre março e junho de 2013. O videoclipe de "Espelhos D’água" possui mais de 600 mil visualizações no canal oficial da gravadora. Em 2014, ela anuncia um novo projeto para regravação de seu EP Te Cuida Meu Bem - Sextape, Pt. 1. Neste extended play - lançado apenas no iTunes - Patricia trouxe uma releitura das canções “Te Cuida Meu Bem” e “Destino”, porém não obteve o mesmo êxito que seu lançamento anterior, em 2013. 

### The Masked Singer Brasil
Em janeiro de 2023, foi concorrente da terceira temporada do The Masked Singer Brasil com a personagem "Suculenta Amarelinda", integrando o trio de mascarados "Os Suculentos" ao lado de Rosanah Fienngo e Sylvinho Blau-Blau. O Trio foi eliminado no sexto programa da temporada em 26 de fevereiro de 2023.

## Vida pessoal
Patricia casou-se com o produtor musical Bruno E. em 1998, com quem teve seu único filho, Arthur. Com a maternidade, tornou-se vegetariana. Também abraçou a causa da proteção aos animais, o que segundo ela, "está muito ligado ao vegetarianismo". Como religião, adotou o budismo. Em junho de 2020, revelou ser lésbica.

## Discografia
Em seus trinta anos de carreira, Patricia Marx conta em sua carreira solo com onze álbuns de estúdio, três coletâneas e dois EP's. 
- Paty (1987)
- Patricia (1988)
- Incertezas (1990)
- Neoclássico (1992)
- Ficar com Você (1994)
- Quero Mais (1995)
- Charme do Mundo (1997)
- Respirar (2002)
- Patrícia Marx (2004)
- Patricia Marx & Bruno E. (2010)
- Trinta (2013)
- Te Cuida Meu Bem - Sextape, Pt. 1 (2014)
- Nova (2018)
- João (2020)
- MarxWado (2023)

## Prêmios
- Prêmio Rádio Globo - Revelação 1987
- Prêmio Radio Globo - Cantora infantil 1988
- Troféu Paradão da Xuxa - Música "Sonho de amor" - 1991
- Melhor cantora - 1994 - Revista Capricho
- Destaque do ano Rádio FM 105 - 1994
- Troféu Xuxa Hits - Música "Espelhos d'água" - 1995
- Prêmio SBT de Música
- 1995: Destaque feminino de música pop com o hit "Quando Chove"
- Concorreu ao Prêmio Sharp Melhor Cantora POP - 1995[26]